# Bouvade
Die Bouvade (auch: Bouvades) ist ein Fluss in Frankreich, der im Département Meurthe-et-Moselle in der Region Grand Est verläuft.

## Geographie

### Verlauf
Die Bouvade entspringt im Gemeindegebiet von Bagneux, entwässert zunächst nach Südwest, schwenkt bei Barisey-la-Côte abrupt Richtung Nordost und Nord und mündet nach 20 Kilometern knapp südlich von Toul, beim Weiler La Bouvade, im Gemeindegebiet von Bicqueley, als linker Nebenfluss in die Mosel.

### Zuflüsse
(Von der Quelle zur Mündung)
- Ruisseau du Boucher (links), 1,4 km
- Ruisseau de l’Etang la Roche (links), 1,9 km
- Le Chahalot (rechts), 1,8 km[5]
- Ruisseau de Poisson (links), 6,2 km
- Ruisseau des Etangs (links), 7,1 km

### Orte am Fluss
(Von der Quelle zur Mündung)
- Barisey-la-Côte
- Bagneux
- Crézilles
- Bicqueley
- La Bouvade, Gemeinde Bicqueley